# Мангыстау-Устюртская нефтегазоносная провинция
Мангыстау-Устюртская нефтегазоносная провинция — это нефтегазоносная провинция на территории юго-западной части Казахстана и западной части Узбекистана, находится на западной части Туранской плиты, иногда Мангыстау-Устюрт включают в состав Туранской провинции. Бассейн открыт в 1961 г. — год открытия Узеня. Геология Мангыстау-Устюртской нефтегазоносной провинции одинакова с Туранской НГП.

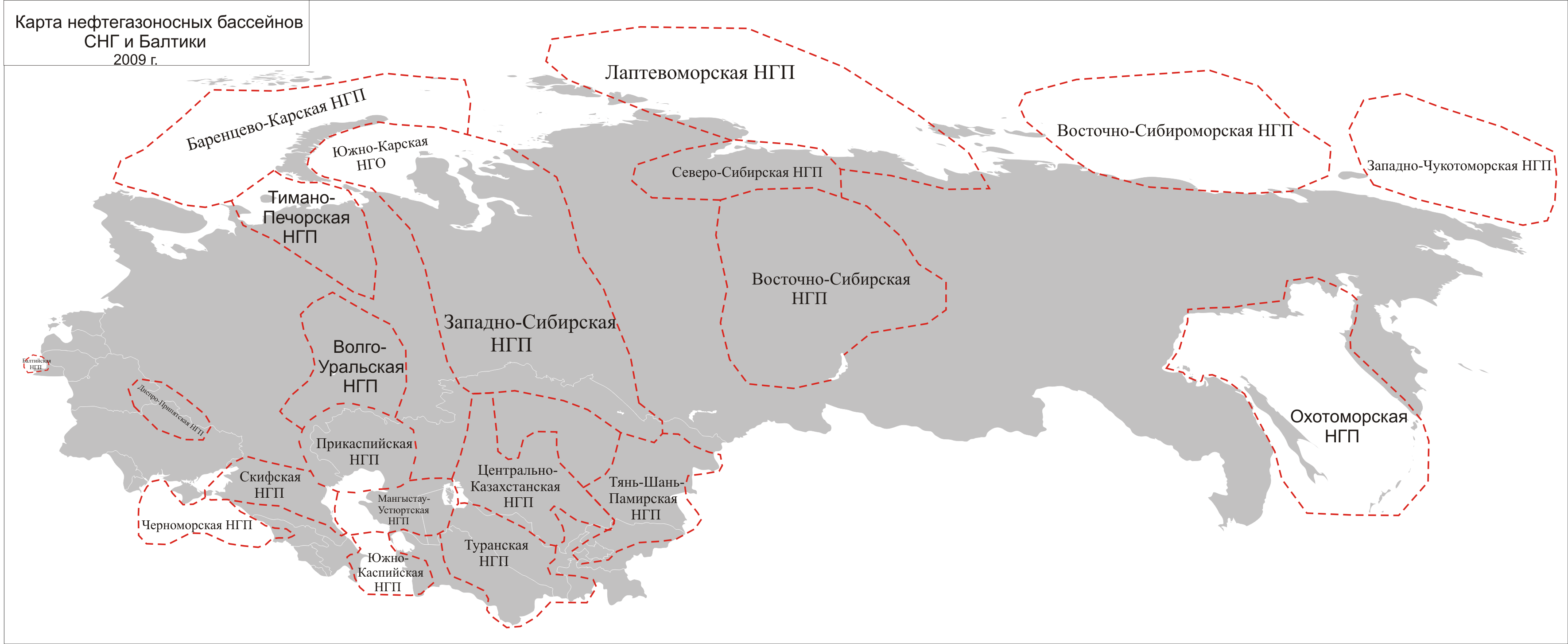
Мангыстау-Устюртская нефтегазоносная провинция

## Подразделения нефтегазоносного бассейна
Мангыстау-Устюртская нефтегазоносная провинция делится на 5 областей:
- Южно-Мангышлакская
- Северо-Бузашинская
- Северо-Устюртская
- Восточно-Устюртская
- Средне-Каспийская